# اچ‌ام‌اس اسکاربرو (اف۶۳)
اچ‌ام‌اس اسکاربورو (اف۶۳) (به انگلیسی: HMS Scarborough (F63)) یک کشتی بود که طول آن ۳۶۰ فوت (۱۰۹٫۷ متر) بود. این کشتی در سال ۱۹۵۵ ساخته شد.